# 아사카와 유
아사카와 유우(일본어: 浅川 悠 あさかわ ゆう[*]/Yuu Asakawa, 1975년 3월 20일 ~ ) 일본의 여자 성우다. 아트비전에 처음 입사한 이래 그대로 소속되어 있는 몇 안되는 성우 중 하나(대부분의 성우가 아트비전 사건 이후 소속사를 옮겼다). 일본 나레이션 연기 연구소에서의 예력이 있다. 주로 남자 아이, 남자 소년 캐릭터와 여자 쿨한 캐릭터 분위기 연기하는 경우가 많다.

## 인물소개

### 인물
- 취미는 게임, 술, 영화감상 술은 거의 언제나 마시고 있는 듯 하다.
- 최근 특히 ‘파이널 판타지’ 시리즈에 빠져있다. 자신의 블로그에서 ‘출몰지: 과거, 아르자비’, ‘출신지: 바스토크 공화국’,‘최근 빠져있는 것: 스키라게(スキラゲ=スキル上げ,Skill up)’등의 프로필을 게시해 팬들을 당황시킨 이력이 있으며 그 프로필은 지금까지도 쭉 유지중이다.(2012년 1월 현재)
- TV는 잘 보지 않는다고 말했지만 그런것치고는 최근 일본 드라마 특명 계장 타다노 히토시의 주인공인 타카하시 카츠노리에 빠져있는 듯하여 신빙성이 떨어짐.
- 특기는 영어 회화로 꽤 실력이 좋다. 자신의 트위터는 모두 영어로 기록하고 있으며 해외의 팔로워들도 다수 보유중이다. 외국인들에게 일본의 오타쿠 문화를 소개하기 위한 방송인 Otaku Verse Zero(OVZ)에서 발군의 영어회화 실력을 자랑하고 있다. 능숙한 영어실력으로 AX2010(Anime Expo 2010)의 게스트로 참여하는 등의 활동을 했다.
- OVZ를 계기로 메이드 복장, 메구리네 루카 코스프레 등 다양한 코스프레를 하게 되어 몇몇 팬들에게 ‘나이를 생각해라!’라는 이야기를 듣고 있다. 일단 쑥쓰러워하는 면도 있지만, 본인은 은근히 즐기고 있는 듯 하다.
- 존경하는 성우는 노자와 마사코(OVZ에서 언급)
- VOCALOID2 메구리네 루카의 목소리를 담당했으며 ‘같은 VOCALOID인 하츠네 미쿠보다 가슴도 크고 스타일도 좋은데 어째서 미쿠보다 인기가 없는걸까’라며 안타까워하고 있다. 언젠가는 루카의 곡인 Just Be Friends 등을 영어로 불러 직접 녹음하고 싶다는 포부를 밝히기도 했다. (트위터)

### 대인 관계
- 주로 귀여워할 수 있는 사람과의 친분이 깊은 듯 하다. 사나다 아사미를 작은 애완동물 같은 것으로 생각하며 마음껏 귀여워하고 있다. 사나다 아사미 본인으로부터 ‘최근 아사카와분이 부족해요’라는 이야기를 들어 만나고 온 뒤 ‘해바라기씨나 호두같은 것을 주면 먹을까’하는 생각을 하고 있다고 한다. 또한 언제나 자신을 언니(おねーさま)라고 부르는 토모나가 아카네를 강아지라고 말하며 자매와 같이 생각한다.
- 이토 시즈카와는 자주 같이 밥을 먹거나, 낚시를 가거나, 술을 마시는 등 각별한 친분을 가지고 있다. 최근 같이 식사하다가 가게 주인에게서 ‘두 사람 자매에요? 미인이네! 여배우?’라는 말을 들어, 블로그를 통해 그녀와 같은 착실한 미인 여동생이 있다면 좋겠다고 언급이다.
- 같은 VOCALOID 성우인 후지타 사키, 시모다 아사미등과도 자주 어울린다.(OVZ에서 언급)
- 최근에는 모리쿠보 쇼타로와 2007년 2월 22일 결혼했으나 성격 차이등의 문제로 2009년 1월 이혼했다. 1월 14일자 본인의 블로그에 이혼 사실을 담담히 발표하여 팬들의 안타까움을 샀다. 아무래도 결혼은 절대로 안할려고 한다.

## 출연작

### TV 애니메이션
※굵은 글자는 주요, 메인 캐릭터
1997년
- 엘프를 사냥하는 사람들(레오 오닐)

1998년
- 아키하바라 전뇌조(히가시쥬조 츠구미)
- 버블검 크라이시스 도쿄 2040(프리스 아사기리)
- 폭주형제 렛츠&고 Max(쿠사나기 진, 쿠사나기 젠)
- 로도스도 전기~영웅기사전~(시리스)
- 성 루미나스 여학원(카트린느)

1999년
- 세라핌콜(쿠레나이 카스미)
- 고쿠도군 만유기(라냐)
- 버키와 투투(알리바바)
- 우주해적 미토의 대모험 두명의 여왕님(신)
- 신 팔검전(레이)

2000년
- 러브히나(아오야마 모토코)
- 반드레드 (쥬라 베실 엘덴)
- 부기팝은 웃지 않는다(키리마 나기)
- 방가방가 햄토리(톤가리군)

2001년
- 히카루의 바둑(미타니 유키)
- 격투! 크러시기어 TURBO(타키 히로오미)
- 폭전슛 베이블레이드(라쥬)

2002년
- 아즈망가 대왕(사카키)
- 라제폰(미와 시노부)
- 초중신 그라비온(미즈키 타치바나)
- 아케이드 게이머 후부키(쥬몬지 치즈루)

2003년
- 스트라토스 포(크리스 카르망)
- 금색의 갓슈벨(키노야마 츠쿠시)
- 모험유기 플러스터 월드(카나메 토우마)
- 크러시기어 Nitro(스티비 레스프렌드롯소)

2004년
- 스쿨럼블(오사카베 이토코)
- 스위트 발레리안(팝)
- 기동전사 건담 SEED DESTINY(크리스타 오베르크)
- 사무라이7(사나에)
- 푸규루(카나토)

2005년
- 스타쉽 오퍼레이터즈(사토미 렌나)
- 격투미신 우롱(럭키 시모다)
- 건퍼레이드 오케스트라(쿠도 모모카)
- 츠바사 크로니클(카르디나)

2006년
- 러브돌~Lovely Idol~(카타기리 사유키)
- 새벽녘 전보다 유리색인 Crescent Love(카렌 크라비우스)
- 페이트/스테이 나이트(라이더)
- 스파이더 라이더스~오라클의 용사들~(비레인, 호타라)
- 우에키의 법칙(카푸쇼)
- XXX Holic(카르디나)

2007년
- 일기당천 Dragon Destiny(조운 자룡)
- 뱀부 블레이드(코니시)
- Prism Ark(시스터 헬)

2008년
- 일기당천 Great Guardians(조운 자룡)
- 네가 주인이고 집사가 나(나토세)
- 오늘의 5학년 2반(이마이 코우지)
- 우리 집의 여우신령님(시스터 엔쥬)

2009년
- 극상! 인기폭발 반장(사카시타 마키)
- 11eyes(쿠사카베 미스즈)
- FLAG(라웰 스민)

2010년
- 케이온!!(카와구치 노리미)

2011년
- 진지하게 날 사랑해! (카와카미 모모요)
- 괴도천사 트윈엔젤 (사이죠우 여사)
- RIO RainbowGate! (퀸)
- 프리징(아넷 맥밀란)

2012년
- Brave10 (아나스타시아)
- 아마가미SS+ (츠카하라 히비키)
- 사랑과 선거와 초콜릿  (시노노메 사츠키)

### OVA
2001년
- 엔젤 블레이드(네일카이저)

2002년
- 머나먼 시공 속에서 자양화의 꿈(세프르)

2003년
- 머나먼 시공 속에서 2 백룡의 무녀(카즈히토)

2004년
- 엔젤 블레이드 푸니시!(엘피 엘프먼)

2005년
- 원반황녀 왈큐레 성령절의 신부(네스티)

2006년
- 원반황녀 왈큐레 시간과 꿈과 은하의 연회(네스티)
- 오늘의 5학년 2반 (이마이 코우지)

### 극장판
2001년
- 아즈망가 대왕 극장판(사카키)

2019년
- 페이트/스테이 나이트 헤븐즈필 제2장 로스트 버터플라이(라이더)

2025년
- 극장판 프로젝트 세카이 부서진 세카이와 전해지지 않는 미쿠의 노래(메구리네 루카)

### 게임
1997년
파랜드 택틱스2 시간의 이정표 (사라)
1998년
- 도쿄마인학원검풍첩 (사쿠라이 코마키)

2000년
- 머나먼 시공 속에서 (세프르)

2001년
- 머나먼 시공 속에서2 (카즈히토)

2002년
- 도쿄마인학원외법첩 (사쿠라이 코스즈)
- 아머드 코어3 (레인 마이어즈)
- 물망초 ~Forget-me-Not~ (에어리오) : 무네카와 쿄 (宗川梗) 명의
- 아즈망가 돈자라 대왕 (사카키)
- Ever17 -the out of infinity- (코마치 츠구미)
- 기간틱 드라이브 (쿄노 사키)

2003년
- 스타오션3 Till the End of Time (넬 젤파)
- SAKURA ~설월화~ (쿠즈와)
- 바텐 카이트스 끝나지 않는 날개와 없어진 바다 (에이메)
- D→A:BLACK (미도 마이)

2004년
- 귀무자3 (미셸 오벨)
- 잭X댁스터2 (애슬린 프락시스)
- 심포닉 레인 (코델 베르드나시)
- 전생학원환창록 (이치노세 시즈키, 호쇼 린)
- 푸른 눈물 (스즈메)
- 슈퍼 로봇 대전GC (타치바나 쇼)
- 슈퍼 로봇 대전XO (타치바나 쇼)
- 머나먼 시공 속에서3 (타이라노 키요모리)
- Peace@Pieces (데스 선생) : 무네카와 쿄 (宗川梗) 명의

2005년
- 마법선생 네기마! 1교시 꼬마 선생님은 마법사! (에이코)
- 러브돌 ~Lovely Idol~ (카타기리 사유키)
- 프린세스 윗치즈 (아스나) : 나카야마 메구미 (なかやまめぐみ) 명의
- 요인 (이시즈카 카오루) : 嬉野祥子 명의
- 머나먼 시공 속에서3 십육야기 (타이라노 키요모리)
- 새벽녘보다 유리색인 (카렌 클라비우스) : 羽桜涼子 명의

2006년
- 건퍼레이드 오케스트라 백의 장 ~아오모리 펭귄 전설~ (쿠도 모모카)
- 더지 오브 켈베로스 파이널 판타지VII (샤르아 루이)
- 마브러브 올터네이티브 18금판 (무나카타 미사에) : 隅谷直海 명의
- 머나먼 시공 속에서3 운명의 미궁 (팬텀)
- 일곱빛깔★드롭스 (야에노 나데시코) : 무네카와 쿄 (宗川梗) 명의
- 그로우 랜서V (세리스)
- 머나먼 시공 속에서 무일야 (세프르)
- 마브러브 올터네이티브 전연령판 (무나카타 미사에)
- Quartett! ~THE STAGE OF LOVE~ (시니나 비노테크)
- 서몬 나이트4 (아로에리)
- 새벽녘보다 유리색인 ~Brighter than dawning blue~ (카렌 클라비우스)

2007년
- 월광의 카르네바레 (펠라) : 新内紀里 명의
- 루미너스 아크 (마비)
- 파이어 엠블렘 새벽의 여신 (요파)
- Fate/stay night [Realta Nua] (라이더)
- 네가 주인이고 집사가 나 (나토세, 쿠키 아게하) : 神代岬 명의
- 트러스티벨 ~쇼팽의 꿈~ (론드)
- Bullet Butlers (엘네스터 디트리히) : 嬉野祥子 명의
- 마브러브 ALTERED FABLE (무나카타 미사에) : 隅谷直海 명의
- 페이트/타이거 콜로세움 (라이더)
- 일곱빛깔★드롭스 pure!! (야에노 나데시코)
- 건담 배틀 크로니클 (로자미아 바탐)
- SD건담 GGENERATION SPIRITS (로자미아 바탐)

2008년
- 네가 주인이고 집사가 나~시중들기 일기~ (나토세)
- PRISM ARK -AWAKE- (시스터 헬)
- 11eyes -죄와 벌과 속죄의 소녀- (쿠사카베 미스즈) : 하루카(はるか) 명의
- 우리들의 태양 Django&Sabata (비티)

2009년
- 진지하게 날 사랑해! (카와카미 모모요) : 카미시로 미사키 (神代岬) 명의

### 라디오
- 미나토 스테이션 라디오 ~카자마 패밀리편~ - 코니시 카츠유키와 공동진행. (인터넷 라디오, 2010년 4월 2일 - )

### 그 외
2009년
- VOCALOID2 - 메구리네 루카의 음성을 담당